# Spanier (hønserace)
 For alternative betydninger, se Spanier. (Se også artikler, som begynder med Spanier)
Spanier er en gammel hønserace, der stammer fra Spanien, racen blev allerede kendt i Storbritannien år 1572.
Hanen vejer 2,5-3 kg og hønen vejer 2-2,5 kg. De lægger årligt 180 hvide æg à 55-62 gram. Racen findes også i dværgform.

## Farvevariationer
- Sort (hvidt hovedet)